# 杨林花
杨林花（1960年—），山西太谷人，汉族，中华人民共和国政治人物、第十二届全国人民代表大会山西地区代表。
加入民革。2013年，被选为全国人大代表。2018年2月24日，当选为第十三届全国人大代表。